# 平鹿川泰二
平鹿川 泰二（ひらかがわ たいじ、1924年3月31日 - 1992年4月11日）は、秋田県平鹿郡雄物川町（現役当時、現・同県横手市）出身で立浪部屋（入門時は春日山部屋）に所属した元大相撲力士。本名は佐藤 泰治（さとう たいじ）。最高位は西前頭13枚目（1957年5月場所）。現役時代の体格は179cm、100kg。得意手は左四つ、上手投げ、下手投げ。

## 来歴・人物
地元の小学校を卒業後上京し、蒲田区（現・大田区）内の製薬会社に勤務していたが、16歳の時に角界入りを決意。元関脇・藤ノ川雷五郎が率いる春日山部屋へ入門し、1941年1月場所で初土俵を踏んだ。同期生には、後に年寄・春日山を襲名することとなる藤川（後、「信州」から「大昇」へ改名、最高位・前頭筆頭）らがいる。藤川は、同じ春日山部屋に同時入門した兄弟弟子でもあった。
その後、春日山親方が部屋の運営を諦めたことに伴い、1946年11月より旧春日山部屋の力士達の多くは立浪部屋に移った。
1948年5月場所で新十両に昇進したが、十両上位で苦戦したうえ怪我などもあり、十両下位と幕下上位とを往復する生活が長く続いた。だが、幕下陥落3回を経て、1955年5月場所での十両優勝を機に上昇気流に乗り、翌年1月場所にて念願の新入幕を果たした。入幕時の年齢は、31歳であった。
左四つからの上手投げや下手投げを得意手としていたが、勝ち味が遅く、そのため幕内では大きく勝ち越す事ができなかった。しかし、大負けすることもなく、少しずつ昇進していった。
だが1957年3月場所中、若瀬川との一戦で右膝を負傷して途中休場し、翌場所では負け越しながら番付が上がるという幸運にありつくも再度休場する事態に陥った。同場所での地位が、結果的に自己最高位となった。
以後はこの怪我の後遺症と体力の衰えもあって長く十両に低迷し、最後は幕下9枚目まで陥落して、1959年9月場所をもって廃業。
廃業後は東京都中央区にて、寿司店を経営したという。
1992年4月11日死去。68歳没。

## 主な戦績
- 通算成績：337勝338敗62休 勝率.499
- 幕内成績：44勝41敗20休 勝率.518
- 現役在位：59場所
- 幕内在位：7場所
- 各段優勝
  - 十両優勝：1回（1955年5月場所）

### 場所別成績
| | 一月場所 初場所（東京） | 三月場所 春場所（大阪） | 五月場所 夏場所（東京）  | 七月場所 名古屋場所（愛知） | 九月場所 秋場所（東京） | 十一月場所 九州場所（福岡） |
| --- | ----------------------- | ----------------------- | ------------------------ | --------------------------- | ----------------------- | --------------------------- |
| 1941年 （昭和16年） | （前相撲）              | x                       | 西序ノ口17枚目 4–4       | x                           | x                       | x                           |
| 1942年 （昭和17年） | 東序二段100枚目 7–1     | x                       | 西三段目52枚目 4–4       | x                           | x                       | x                           |
| 1943年 （昭和18年） | 西三段目43枚目 6–2      | x                       | 西三段目5枚目 4–4        | x                           | x                       | x                           |
| 1944年 （昭和19年） | 西三段目2枚目 5–3       | x                       | 西幕下29枚目 1–4         | x                           | x                       | 東三段目10枚目 2–3          |
| 1945年 （昭和20年） | x                       | x                       | 東三段目16枚目 0–1       | x                           | x                       | 西三段目25枚目 4–1          |
| 1946年 （昭和21年） | x                       | x                       | x                        | x                           | x                       | 西幕下30枚目 5–2            |
| 1947年 （昭和22年） | x                       | x                       | 西幕下13枚目 3–2         | x                           | x                       | 西幕下5枚目 4–2             |
| 1948年 （昭和23年） | x                       | x                       | 東十両13枚目 5–6         | x                           | 東十両15枚目 4–7        | x                           |
| 1949年 （昭和24年） | 西幕下2枚目 8–4         | x                       | 西十両10枚目 7–8         | x                           | 東十両11枚目 8–7        | x                           |
| 1950年 （昭和25年） | 東十両6枚目 0–3–12      | x                       | 東十両15枚目 1–14        | x                           | 東幕下9枚目 2–13        | x                           |
| 1951年 （昭和26年） | 東幕下19枚目 11–4       | x                       | 西幕下6枚目 6–9          | x                           | 西幕下10枚目 9–6        | x                           |
| 1952年 （昭和27年） | 西幕下4枚目 9–6         | x                       | 東十両17枚目 8–7         | x                           | 東十両14枚目 7–8        | x                           |
| 1953年 （昭和28年） | 西十両15枚目 6–9        | 東十両20枚目 9–6        | 東十両15枚目 9–6         | x                           | 東十両10枚目 7–8        | x                           |
| 1954年 （昭和29年） | 西十両11枚目 6–9        | 東十両14枚目 6–9        | 東十両19枚目 3–12        | x                           | 西幕下筆頭 6–2          | x                           |
| 1955年 （昭和30年） | 西十両18枚目 9–6        | 東十両14枚目 8–7        | 東十両11枚目 優勝 12–3   | x                           | 西十両2枚目 10–5        | x                           |
| 1956年 （昭和31年） | 西前頭19枚目 8–7        | 西前頭18枚目 6–9        | 西前頭21枚目 8–7         | x                           | 東前頭20枚目 7–8        | x                           |
| 1957年 （昭和32年） | 西前頭21枚目 9–6        | 東前頭15枚目 6–4–5      | 西前頭13枚目 休場 0–0–15 | x                           | 東十両2枚目 3–12        | 西十両9枚目 7–8             |
| 1958年 （昭和33年） | 西十両11枚目 9–6        | 東十両5枚目 8–4–3       | 西十両3枚目 7–8          | 西十両4枚目 休場 0–0–15     | 西十両15枚目 5–10       | 西十両23枚目 8–7            |
| 1959年 （昭和34年） | 東十両21枚目 10–5       | 東十両15枚目 5–10       | 西幕下筆頭 3–5           | 東幕下4枚目 3–5             | 西幕下9枚目 引退 0–0–8  | x                           |
| 各欄の数字は、「勝ち-負け-休場」を示す。 優勝 引退 休場 十両 幕下 三賞：敢=敢闘賞、殊=殊勲賞、技=技能賞 その他：★=金星 番付階級：幕内 - 十両 - 幕下 - 三段目 - 序二段 - 序ノ口 幕内序列：横綱 - 大関 - 関脇 - 小結 - 前頭（「#数字」は各位内の序列） |                         |                         |                          |                             |                         |                             |

### 幕内対戦成績
| 力士名 | 勝数 | 負数 | 力士名   | 勝数 | 負数 | 力士名 | 勝数 | 負数 | 力士名 | 勝数 | 負数 |
| ------ | ---- | ---- | -------- | ---- | ---- | ------ | ---- | ---- | ------ | ---- | ---- |
| 岩風   | 1    | 2    | 大瀬川   | 2    | 1    | 大起   | 1    | 1    | 大ノ浦 | 1    | 1    |
| 大晃   | 1    | 1    | 大蛇潟   | 0    | 1    | 神生山 | 3    | 1    | 神錦   | 2    | 1    |
| 起雲山 | 1    | 1    | 国登     | 0    | 1    | 櫻國   | 0    | 1    | 嶋錦   | 1    | 3    |
| 清水川 | 1    | 1    | 高錦     | 0    | 1    | 太刀風 | 0    | 1    | 楯甲   | 1    | 0    |
| 常ノ山 | 1    | 2    | 出羽ノ花 | 3    | 1    | 出羽湊 | 0    | 1    | 鳴門海 | 0    | 1    |
| 白龍山 | 2    | 1    | 緋縅     | 2    | 1    | 秀湊   | 2    | 0    | 広瀬川 | 1    | 2    |
| 福ノ海 | 2    | 1    | 二瀬山   | 1    | 0    | 星甲   | 2    | 1    | 三根山 | 0    | 1    |
| 宮錦   | 1    | 1    | 八染     | 2    | 2(1) | 吉井山 | 2    | 1    | 芳野嶺 | 1    | 0    |
| 若瀬川 | 1    | 2    | 若ノ海   | 0    | 1    | 若前田 | 1    | 0    |        |      |      |

## 四股名の変遷
- 平鹿川（ひらかがわ、1941年5月場所-1949年5月場所）
- 浦嶋 泰二（うらしま たいじ、1949年10月場所-1950年9月場所）
- 平鹿川 泰二（ひらかがわ たいじ、1951年1月場所-1959年9月場所）